# Raschau

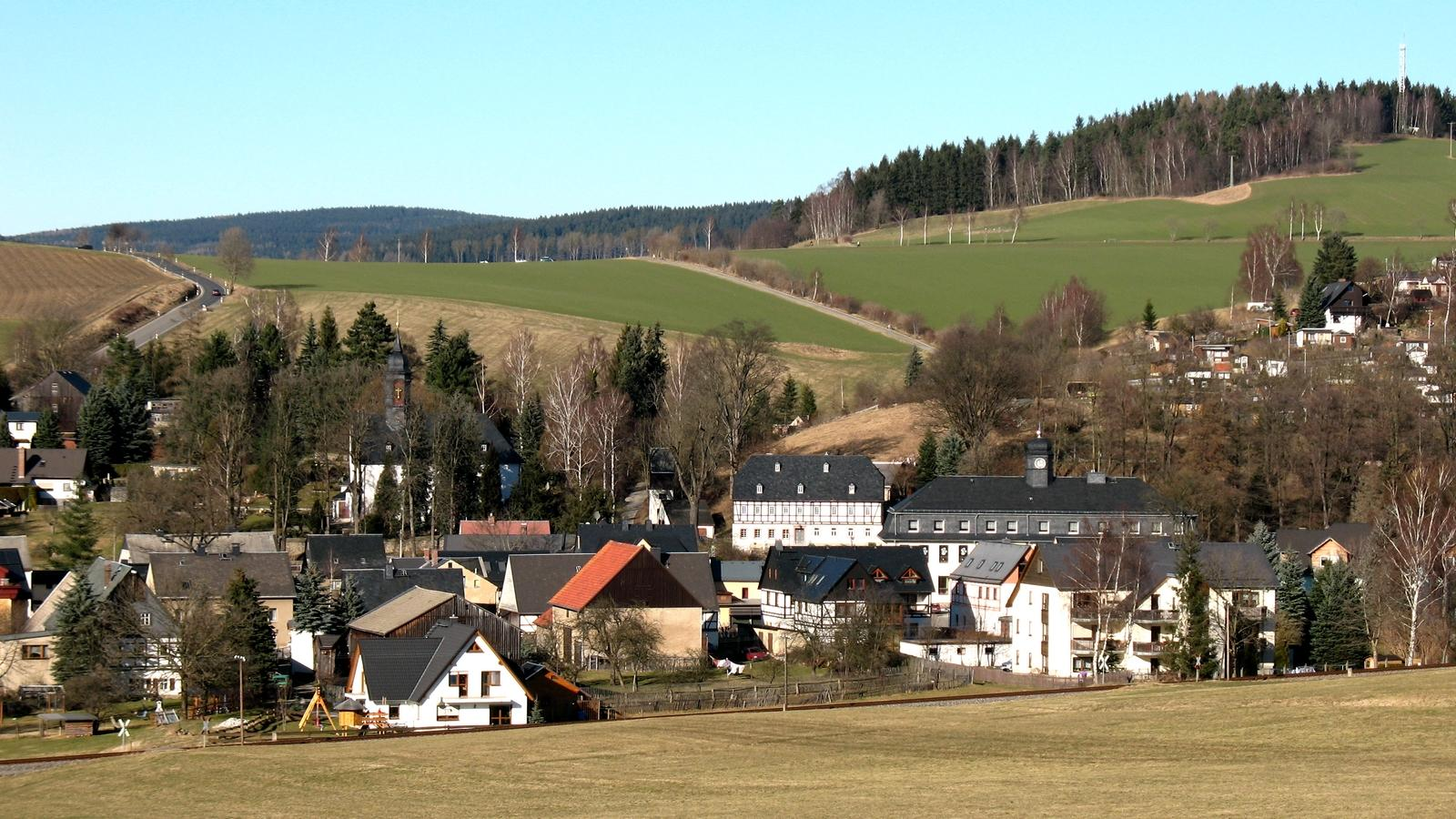
Raschau Mitteldorf: Kirche, Pfarrhaus und Grundschule

Raschau ist eine Ortschaft der Gemeinde Raschau-Markersbach im Erzgebirgskreis in Sachsen.

## Geografie

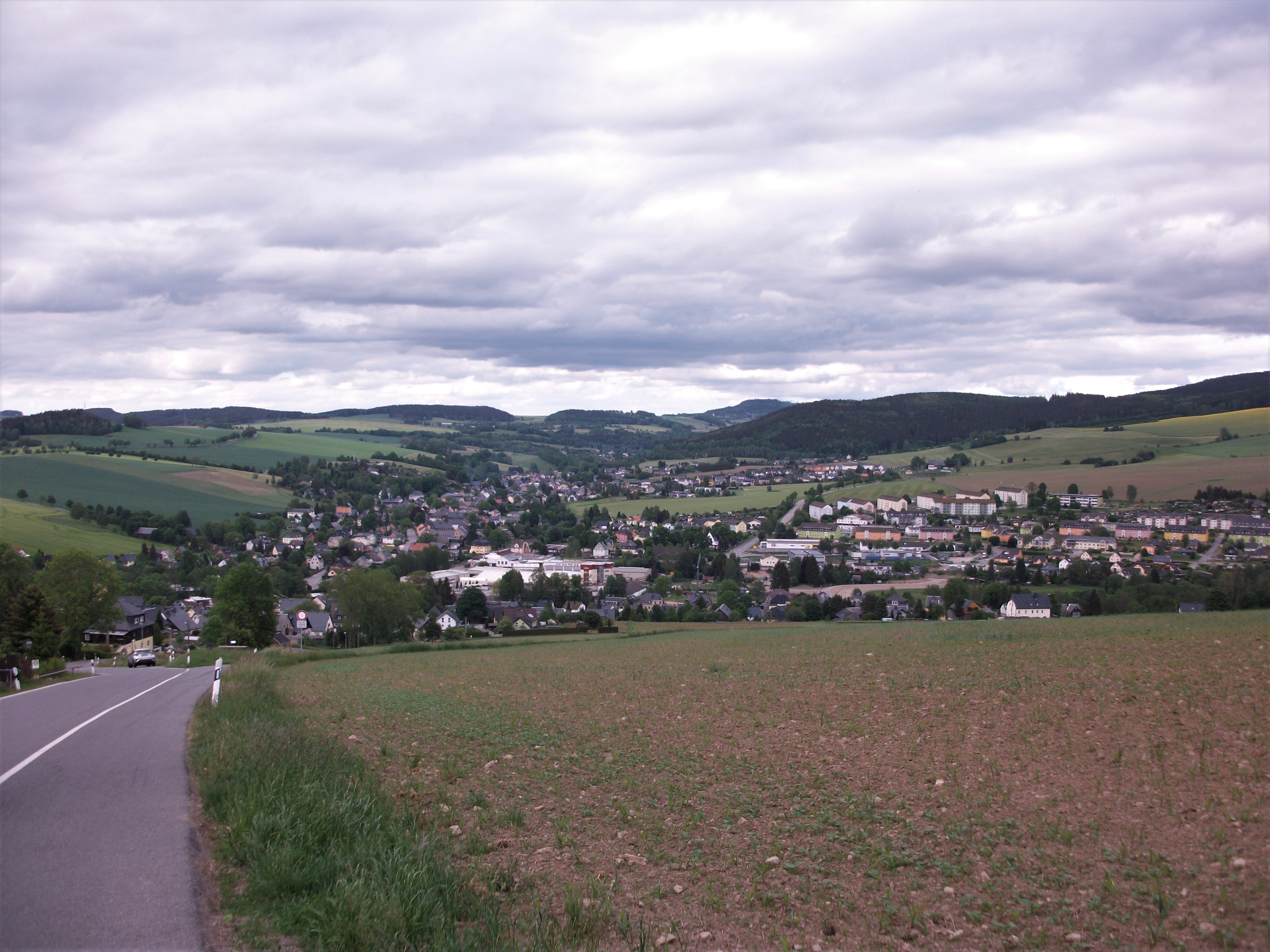
Blick vom Crandorfer Berg auf Raschau und die Siedlung des Friedens

### Geografische Lage
Raschau liegt 3,5 Kilometer östlich der Stadt Schwarzenberg im Tal der Großen Mittweida, das auch unter dem Namen Raschauer Grund bekannt ist. Weiterhin verläuft der Unterlauf des Pöhlwassers durch Raschau.
Der Verleger August Schumann beschreibt die Lage des Ortes 1822 so: Es liegt, meist vom Schwarzenberger Amtsgebiet umgeben, 2 Stunden südsüdöstlich von Grünhayn, ¾ bis 1¼ Stunden östsüdöstl. von Schwarzenberg, 1½ bis 2 Stunden westsüdwestlich von Scheibenberg; an der Mittweide, die sich am untern Ende des Orts mit der Pöhl vereinigt; längs der neuen Chaussee von Schwarzenberg nach Annaberg; in einem angenehmen Thale, welches nördlich vom steilen Raschauer Knochen, südöstlich vom sanftern Ziegenberg (an welchem vor 100 Jahren die Fundgr. Christian im Umtrieb war) begrenzt wird, südwestlich hingegen wegen des Zusammentreffens mit dem Pöhlthale zu einer weiten, anmuthigen und fruchtbaren Aue wird; die Meereshöhe des Ortes geht von 1450 bis fast 1550 pariser Fuß, wenn man von den einzeln gelegenen Häusern absieht; seine Länge beträgt ⅝ Stunde, und seine Richtung geht von West nach Ost.

### Geologie und Bergbau
Anfang des 16. Jahrhunderts wurde von den Grünhainer Mönchen am Emmlerfelsen Eisenstein gefunden, was den Anstoß für die Errichtung der Bergwerke, Hütten und Hammerwerke in und um Raschau gab. Gegen Ende des 17. Jahrhunderts fand man auch in der Gegend um den Raschauer Knochen (551 m) abbauwürdiges Gestein, vor allem Zinnerz, Eisenstein und Kiese, unter anderem auch kleinere Mengen Silber. Es entstanden daraufhin neue Fundgruben, deren Ausbeute aber meist gering blieb. Lediglich zwei der Raschauer Gruben förderten reichere Vorkommen an den Tag. Die Allerheiligen-Fundgrube förderte neben Silber-, Wismut- und Kobalterzen auch Kiese, die als Grundlage für die Herstellung von Schwefel und Vitriolöl dienten. Die Fundgrube Seegen Gottes förderte Silbererz und Zinnstein zu Tage.

### Nachbarorte
Angrenzende Orte sind im Norden das 1924 nach Raschau eingemeindete Langenberg, im Osten das seit 2008 zur Einheitsgemeinde gehörende Markersbach mit seinem Ortsteil Mittweida und im Süden und Südwesten die beiden Schwarzenberger Ortsteile Pöhla und Grünstädtel.

## Geschichte

### Historischer Überblick

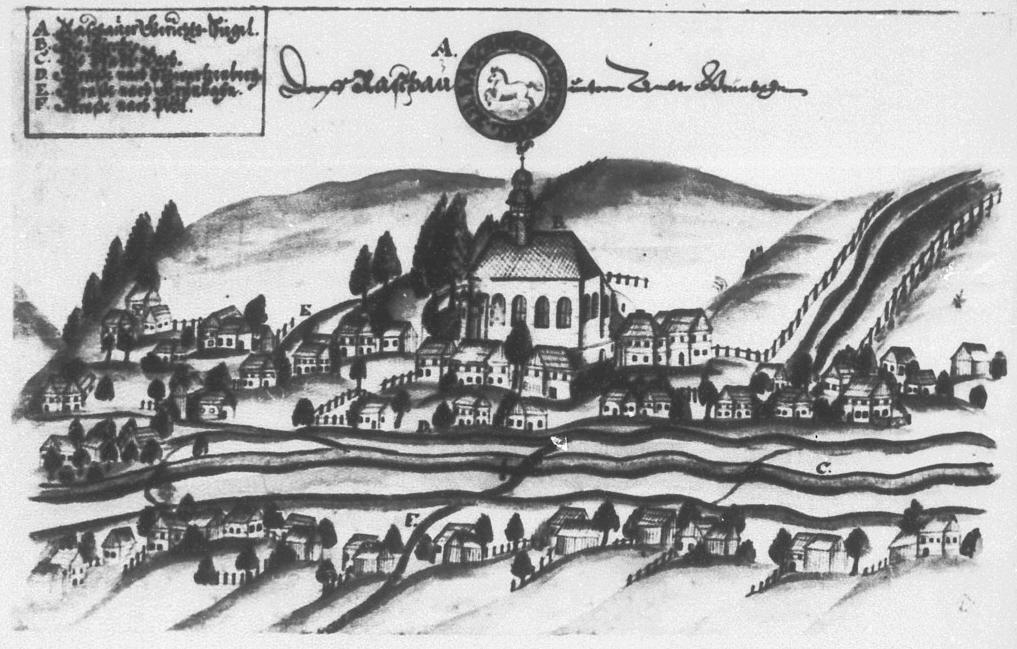
Der Ortskern von Raschau um 1721, älteste Ansicht des Dorfes

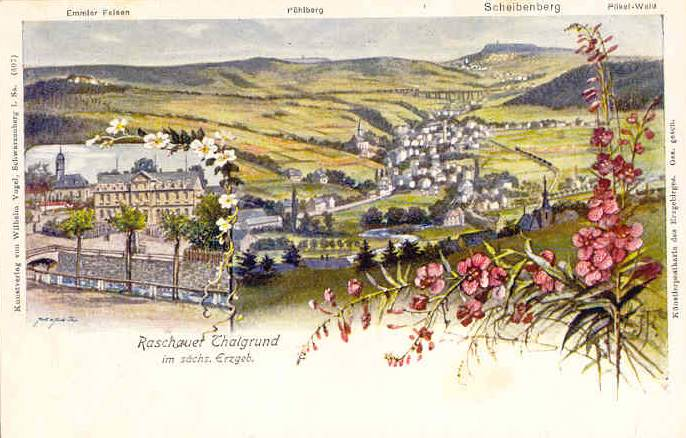
Raschau: Blick vom Grünstädtler Berg (Kunstpostkarte um 1900)

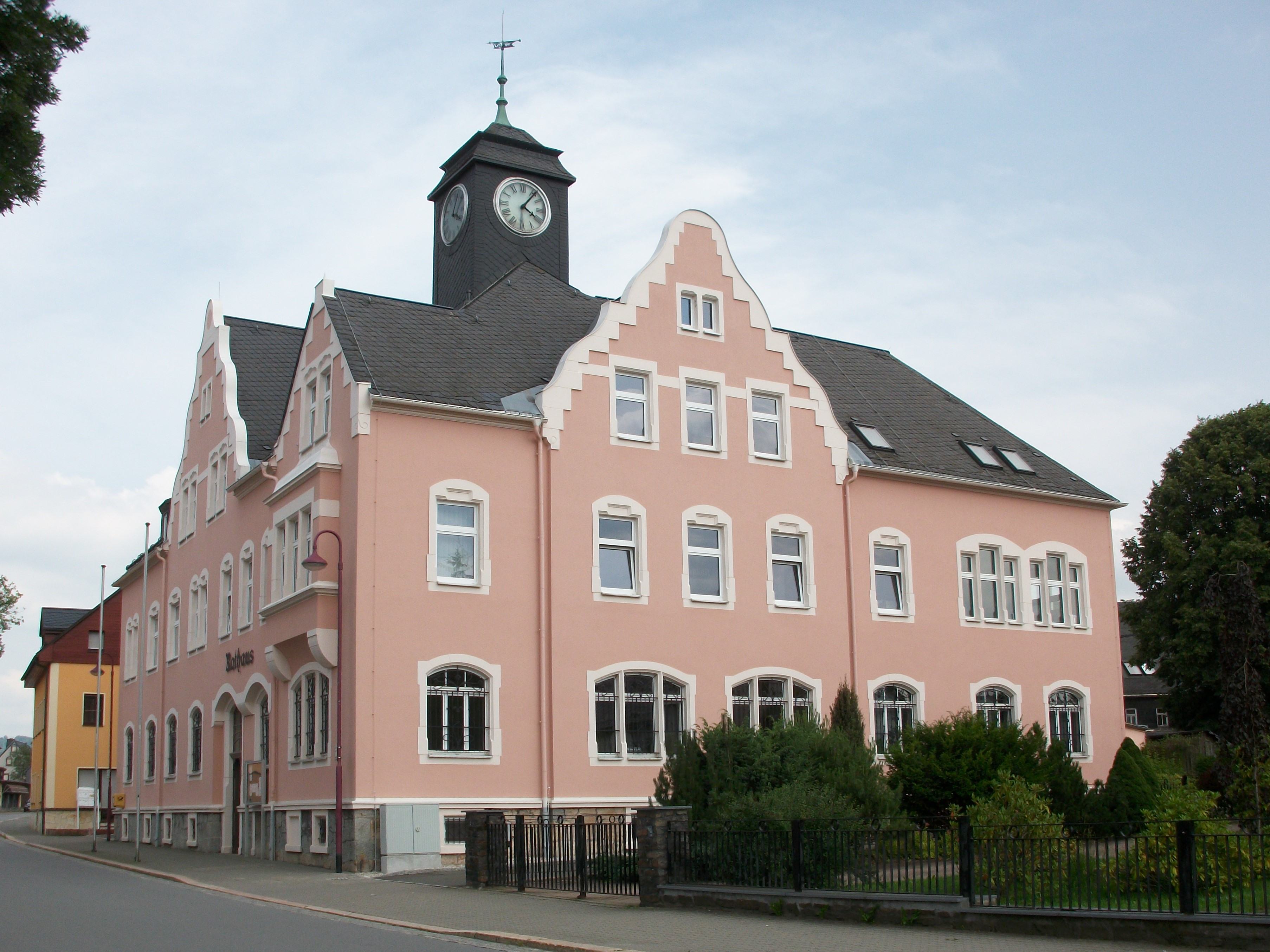
Rathaus Raschau-Markersbach in Raschau

Die Besiedlung des Gebietes um Raschau erfolgte wahrscheinlich bereits in der Zeit um 1185, worauf ein dendrochronologisch untersuchtes Holz aus der Dorfkirche Raschau hindeutet.  In der ersten Hälfte des 13. Jahrhunderts – frühestens im Jahre 1206 – wurde eine steinerne Dorfkirche in Form eines kleinen Apsidensaales errichtet.  Von dieser hat sich das Kirchenschiff bis heute erhalten, während die 2008 archäologisch nachgewiesene Apsis zugunsten eines größeren Chores wahrscheinlich in den Jahrzehnten um 1500 abgebrochen wurde. Die erste sichere urkundliche Erwähnung Raschaus fällt in das Jahr 1240, als es mit neun umliegenden Dörfern dem damaligen Kloster Grünhain geschenkt wurde. Eine etwas ältere Urkunde des Naumburger Bischofs Engelhardt aus dem Jahre 1217 kann nicht sicher auf das erzgebirgische Raschau bezogen werden.
Raschau wurde als typisches Waldhufendorf angelegt. Wenig später muss auch die erste Mühle entstanden sein, denn bereits 1240 wird die heutige Süß-Mühle urkundlich erwähnt. Ein Eisenhammer wird in Raschau erstmals 1401 genannt. In die Zeit der Reformation fallen erste Quellen, die einen Überblick über die Einwohner des Dorfes zulassen. So werden 1531 neben 30 Grundbesitzern neun Gärtner und Häusler genannt, deren Familiennamen auch heute noch im Dorf verbreitet sind, darunter Teubner, Neubert und Ficker. Das 17. Jahrhundert in Raschau war geprägt von zwei Katastrophen; dem Dreißigjährigen Krieg und der Pest, die das Dorf letztmals 1680 heimsuchte.
In der darauffolgenden Zeit entwickelte sich Raschau gut, neben dem aufblühenden Bergbau in den Gruben rings um den Ort hielt auch die Spitzenklöppelei Einzug. Die Einwohnerzahl stieg beträchtlich. In der ersten Hälfte des 19. Jahrhunderts war diese auf über 2000 angestiegen. Die zweite Hälfte desselben Jahrhunderts war geprägt durch die Industrialisierung. Der ersten Korkfabrik im Dorf, die 1859 von Wilhelm Merkel gegründet wurde, folgten weitere. Die 1889 eingeweihte Eisenbahnstrecke von Schwarzenberg nach Annaberg machte im Ort halt und immer mehr Raschauer verdienten sich ihr Brot durch Arbeit in den Fabriken. Der Verlauf der Geschichte des 20. Jahrhunderts verlief wenig anders als in anderen sächsischen Dörfern. Die vergangenen Jahre sind von Abwanderung und Arbeitslosigkeit geprägt. Am 1. Januar 2008 schloss sich Raschau mit der Nachbargemeinde Markersbach zur Einheitsgemeinde Raschau-Markersbach zusammen.

### Der Dreißigjährige Krieg
Besonders schwer trafen die Auswirkungen des Krieges das Dorf im Sommer des Jahres 1632, als der spätere Feldmarschall Heinrich von Holk in Sachsen einfiel. Am 20. August erreichte er mit seinen Truppen Raschau und brannte das direkt an Raschau angrenzende Hammergut von Enoch Pöckels Erben am unteren Dorfende von Mittweida nieder. Nach dem Angriff auf den Hammer befahl Holk, das Dorf einzukreisen. Dazu kommandierte er 300 Pferde auf den Emmler und zwei weitere Gruppen mit über hundert Pferden an das Ost- und das Südende des Dorfes, um die Bauern an der Flucht zu hindern und umzubringen. Der Erzgebirgschronist Christian Lehmann berichtet von Kämpfen zwischen den Holkschen Truppen und den Einwohnern von Raschau und Markersbach, die sich vom Pöckelhammer bis nach Unterscheibe auf einer „kleinen Meile“ ausdehnten.
Die Kirchenbücher der beiden Dörfer geben Auskunft über die Verluste in den eigenen Reihen. In Raschau waren es der Zimmermann Heinrich Bach, Martin Ruder und Paul Weichel sowie der Knecht von Thomas Ficker, Welche Alle Vff einen tag Von des Kaysers Reuberischen Kriegs Volck da es den 20 Augusti Eingefallen sind Niedergeh[auen] wurden. Am 24. August 1632 wurden alle vier auf dem Raschauer Friedhof begraben. Dass nicht alle Toten gleich beerdigt werden konnten, zeigt ein weiterer Eintrag im Kirchenbuch. Erst am 18. September ist der Raschauer Heinrich Händel (welcher auch von den feindt erschossen als den 20. Augusti und hernach den 17. Septembris auff der proviant strassen bey Crotendorff durch einen Khuehirten in einen gebhusch todt funden wurden) begraben worden.
Auch im weiteren Verlauf des Krieges tauchten in Raschau immer wieder feindliche Soldaten auf. So wurde am 5. August 1633 Caspar Merkel begraben, welcher In seinen Krauttgarten ist Von den Reuberischen Keyserlichen soldaten erhawen wurden. 1640 starben Peter Weigels Frau Barbara und die gemeinsame Tochter Margaretha, als sie auf der Flucht vor den einfallenden Schweden wie die meisten Dorfbewohner in die umliegenden Wälder fliehen mussten. Die eine war erfroren in außlauf Von die Soldaten. Die andere war verschollen und erst Monate später wurden ihre sterblichen Überreste, etliche gebein und inticia an Kleidung, gefunden und begraben. An diesen und ähnlichen Beispielen werden die unerträglichen Umstände dieser Zeit deutlich. Erst gegen Ende des 17. Jahrhunderts kamen die Raschauer wirtschaftlich wieder auf die Beine und konnten sich langsam von den Folgen des Krieges erholen.

### Die Pest
Dem Überfall der Holkschen Truppen 1632 folgte im Jahr darauf eine weitere, ähnlich schlimme Bedrohung für die Bewohner des Dorfes. Der erste Pesttote des Jahres 1633 war Jacob Junghans. Nicht, wie häufig behauptet, die sich zurückziehenden holkschen Truppen, sondern ebendieser Jacob Junghans hat den Schwarzen Tod in das Dorf eingeschleppt. Er kehrte im März des Jahres von einer Reise nach Freiberg zurück und starb innerhalb von drei Tagen. Was folgte, war die weitaus schlimmste Epidemie des Ortes. Insgesamt starben bis zum Dezember 33 Menschen an der Pest, mitunter wurden ganze Familien ausgelöscht. Um eine größere Ausbreitung der Seuche zu verhindern ging man dazu über, die Pesttoten nicht mehr auf dem Friedhof, sondern im Wald zu begraben.
Die zweite Pestwelle, die Raschau im 17. Jahrhundert heimsuchte, erreichte das Dorf im Herbst 1640. Sie scheint von den Soldaten eingeschleppt worden sein, die sich auf dem Rückzug in und um Raschau aufhielten. Noch einmal fielen der Seuche 15 Raschauer zum Opfer. Die größten Verluste hatte die Familie von Hans Weigel zu beklagen. Nachdem bereits fünf seiner Kinder innerhalb von 14 Tagen an der Seuche gestorben waren, wurden Anfang Oktober auch er und seine Frau in Raschau begraben.
1680 brach die Pest ein letztes Mal über das Dorf herein. Innerhalb von zwei Monaten starben 32 Raschauer an der Seuche. Einige der Toten wurden im Kirchhof, andere im Wald oder auf der Wiese begraben. Um sich nicht anzustecken, waren weder Pfarrer noch Totengräber bereit, die Bestattung vorzunehmen, sodass häufig die eigenen Familienmitglieder das Begräbnis übernahmen. Im schlimmsten Fall erklärte sich niemand bereit, die Toten zu verscharren. So kam es dazu, dass Euphrosina Neubert, am Pfarrwalte gestorben, am 23. September des Jahres von Füchsen und Hunden gefreßen worden ist. Mitte Oktober verschwand die Pest ebenso schnell aus Raschau, wie sie gekommen war.

### Religionen

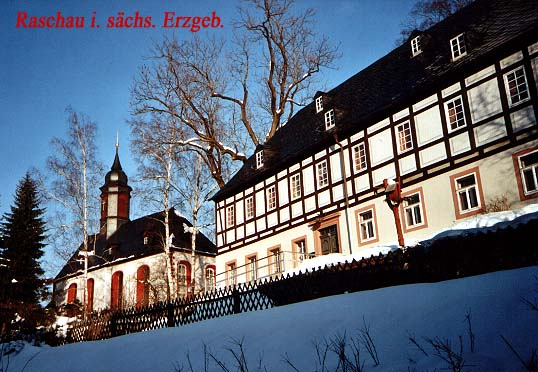
Kirche und Pfarramt im Winter

In den ersten Jahrhunderten nach der Besiedlung des Raschauer Grundes gingen die Einwohner des Dorfes vermutlich zum Gottesdienst nach Markersbach. Noch in katholischer Zeit muss Raschau ein eigenes Gotteshaus erhalten haben, denn 1460 wird Raschau als Filiale von Markersbach bezeichnet. Noch bis ins frühe 16. Jahrhundert besorgten die Mönche des Grünhainer Klosters den Gottesdienst, bevor Raschau im Zuge der Reformation seinen eigenen Pfarrer erhielt. Die genaue Entstehungszeit der evangelischen Allerheiligenkirche in der Ortsmitte ist nicht bekannt. Im Jahr 1925 waren von den 3.942 Einwohnern 3.777 lutherischer Konfession, 26 katholischer und 105 ohne oder mit anderem Glauben. Seit 2001 bildet Raschau eine Kirchgemeinde mit der St.-Annen-Kirchgemeinde in Grünstädtel. Seit 2006 besteht ein Schwesternkirchverhältnis mit der St.-Barbara-Kirchgemeinde Markersbach.
Raschau ist Sitz eines Bezirks der evangelisch-methodistischen Kirche, der die Gemeinden Raschau, Markersbach und Scheibenberg umfasst. Ein methodistisches Gotteshaus befindet sich in der Nähe des Bahnhofs.

### Einwohnerentwicklung
Die Bevölkerungsentwicklung des Ortes fand ihren Höhepunkt in den 1960er Jahren, mit einer Zahl von 6.283 im Jahr 1964. 1990 waren nur noch 5181 Einwohner in Raschau gemeldet (Quelle: Statistisches Landesamt). Im Verlauf der 1990er Jahre ging die Einwohnerzahl erneut drastisch zurück, sodass sie bis 2005 im Vergleich zu 1990 um etwa ein Fünftel zurückgegangen ist (2005: 4090 Einwohner; Quelle: Ebd.). Tendenziell wird sich dieser Trend fortsetzen und das Durchschnittsalter der Bevölkerung mittelfristig deutlich steigen.
| Jahr    | Einwohner                                                                                         |
| ------- | ------------------------------------------------------------------------------------------------- |
| um 1200 | 22 Bauernfamilien                                                                                 |
| 1531    | 30 Erbgutsbesitzer, 9 weitere Steuernde, 5 Hausgenossen                                           |
| 1628    | 35 Erbangesessene, 15 Gärtner, 34 Häusler sowie „Juncker Rudolff von Schmertzing an langen bergk“ |
| 1764    | 41 Erbangesessene, 12 Gärtner, 57 Häusler                                                         |
| 1807    | 104 Erbangesessene, Gärtner und Häusler                                                           |
| 1834    | 2.132 Einwohner                                                                                   |
| 1871    | 2.268                                                                                             |
| 1910    | 3.171                                                                                             |
| 1939    | 3.972                                                                                             |
| 1946    | 3.955                                                                                             |
| 1950    | 5.395                                                                                             |
| 1964    | 6.283                                                                                             |
| 1990    | 5.181                                                                                             |
| 2006    | 3.952                                                                                             |
| 2011    | 3.718                                                                                             |

### Industrialisierung

Belegschaft der Raschauer Korkfabrik Wilhelm Merkel, 1898

Die Ausläufer der Industrialisierung trafen Raschau erst in der zweiten Hälfte des 19. Jahrhunderts. 1859 gründete Wilhelm Merkel die erste Fabrik in Raschau, eine Korkfabrik (2009 abgerissen). Fing Merkel zunächst mit nur fünf Arbeitern an, so entwickelte sich die Korkfabrik unter dessen Nachfolger Carl Gottlob Lindemann schnell zum Hauptarbeitgeber des Ortes. 1888 waren es etwa 100, 1913 bereits 350 Arbeiter, die mit der Korkherstellung ihren Lebensunterhalt verdienten.
1868 entstand die Holzschleiferei von Emil Freitag, die ihre Fertigungstiefe bald auf die Fabrikation von Pappen erweiterte. Innerhalb weniger Jahre wurde das nun als Gebr. Freitag firmierende Unternehmen etwas bachabwärts um zwei weitere Werke auf Wildenauer Flur (1881/83 und 1887/89) erweitert, später auch auf andere Orte ausgeweitet (u. a. in Breitenhof, Carolathal, Erla und Pöhla). Der Betrieb überlebte beide Kriege, wurde 1955 in der DDR in einen Volkseigenen Betrieb überführt (VEB Pappen- und Kartonagenwerke Raschau) sowie nach der Wende wieder privatisiert. Von 1998 an wirtschaftete das Unternehmen – beschränkt auf die Betriebsteile im zu Schwarzenberg gehörigen Wildenau – als Kartonagen Schwarzenberg GmbH und ist seit 2008 ein Werk der Schumacher Packaging Gruppe.
Die Anbindung Raschaus an die Eisenbahnlinie von Schwarzenberg nach Annaberg 1889 förderte die Entstehung weiterer Fabriken. Um die Jahrhundertwende gab es neben den oben genannten Fabriken auch eine Etuifabrik, eine Stuckfabrik, eine Papierhülsenfabrik, eine Maschinenbauerei, eine Schlosserei und eine Maschinenfabrik.

## Politik

Kirchensiegel (1860) mit dem Raschauer Wappen

### Bürgermeister
Letzter hauptamtlicher Bürgermeister von Raschau war der 1947 geborene Henry Solbrig (FWG Raschau), der ohne Gegenkandidat am 10. Juni 2001 mit 97,2 % der Wählerstimmen im Amt bestätigt wurde. Er wurde zum 31. Dezember 2007 in den Ruhestand versetzt.
Das Rathaus wurde am 11. November 1907 unter dem damaligen Bürgermeister Max Jäger eingeweiht.

### Wappen
Über die Entstehung des Wappens existierten keine gesicherten Quellen. Es zeigt ein von rechts nach links galoppierendes Pferd im Profil. Möglicherweise stellt dies eine Anspielung auf Raschau als Bauerndorf dar. Es ist zudem möglich, dass damit die Möglichkeit zum Ausdruck gebracht werden sollte, dass der Name des Dorfes sich von „Ross-Au“ ableiten soll (eine Möglichkeit, die heute als unwahrscheinlich bewertet wird).

### Ortspartnerschaften
Seit 1990 besteht eine Städtepartnerschaft mit Oberviechtach und seit 1995 mit Grassau.

## Kultur und Sehenswürdigkeiten

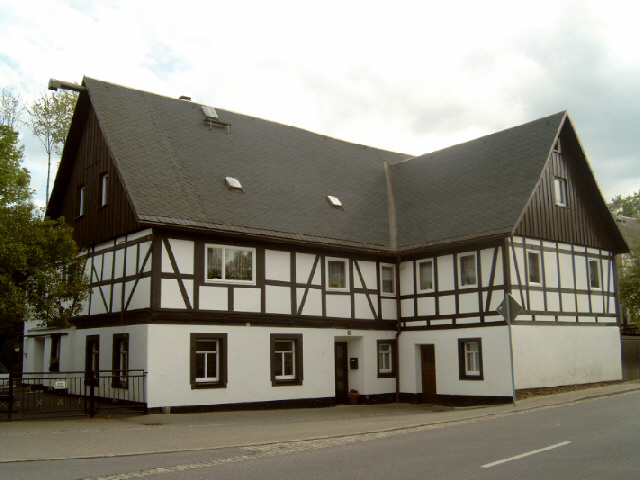
Das älteste Raschauer Fachwerkhaus, Annaberger Str. 30

### Museen
Eng mit der Geschichte Raschaus verbunden ist die Süss-Mühle, älteste Mühle im Dorf und bereits 1240 urkundlich erwähnt. Sie gehört zu den ältesten Wassermühlen in Sachsen, besitzt ein fünf Meter hohes Wasserrad und eine Turbine. Seit ihrer Restaurierung 1992 wird sie als Kulturzentrum genutzt. Es werden ganzjährig Führungen angeboten sowie einmal jährlich ein Tag der offenen Mühle veranstaltet.

### Bauwerke
- Allerheiligenkirche (Raschau)

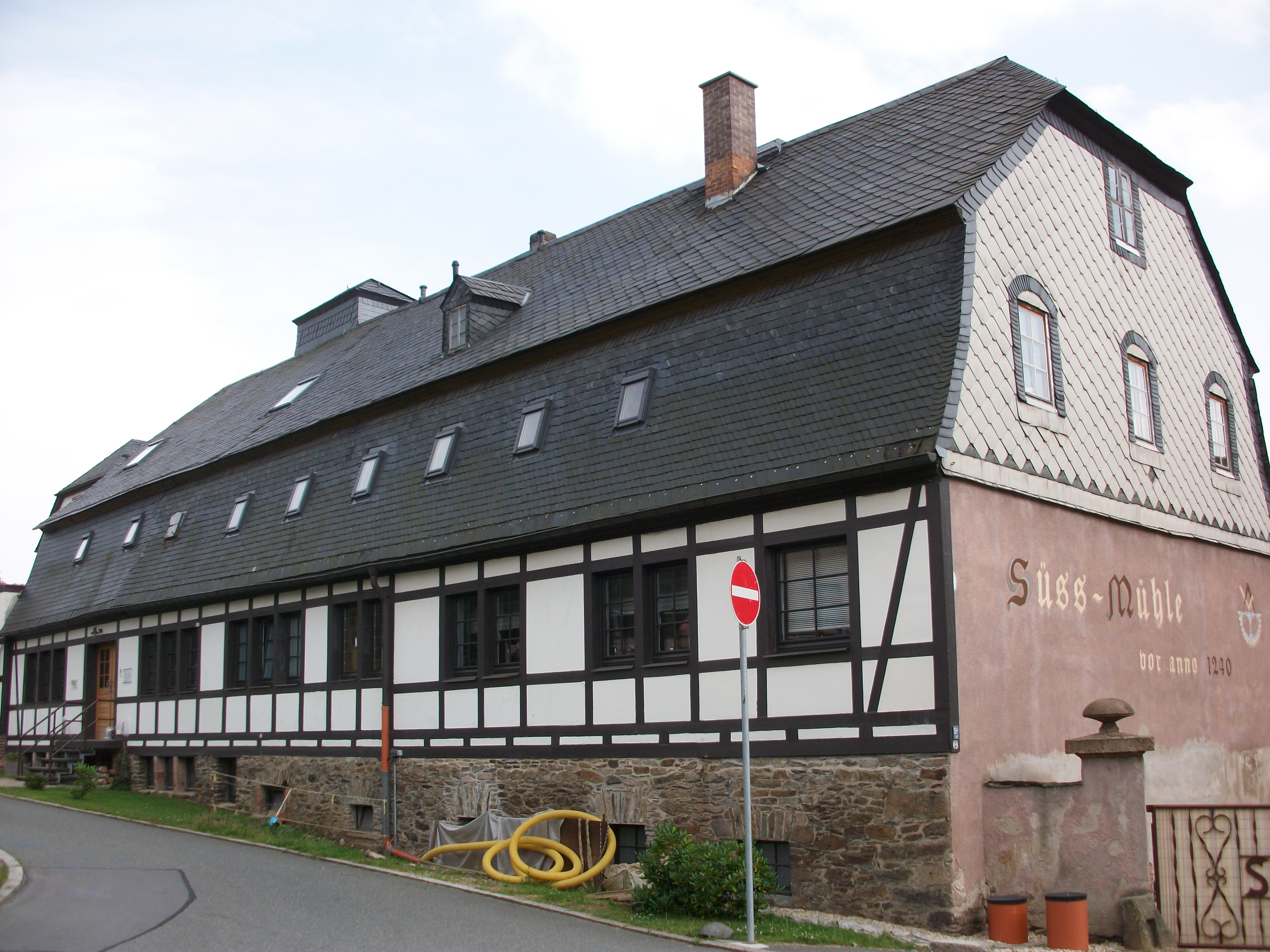
Süss-Mühle Raschau

- Bauernhäuser in Fachwerkbauweise, das älteste von 1687
- Süss-Mühle Raschau
- zwei Kalköfen des ehemaligen Kalkwerkes Langenberg aus dem 19. Jahrhundert

### Sport
- SV Mittweidatal 06 Raschau-Markersbach e. V. mit den Abteilungen Fußball, Handball, Volleyball, Frauenturnen, Radsport, Ski und Kegeln

### Bildung

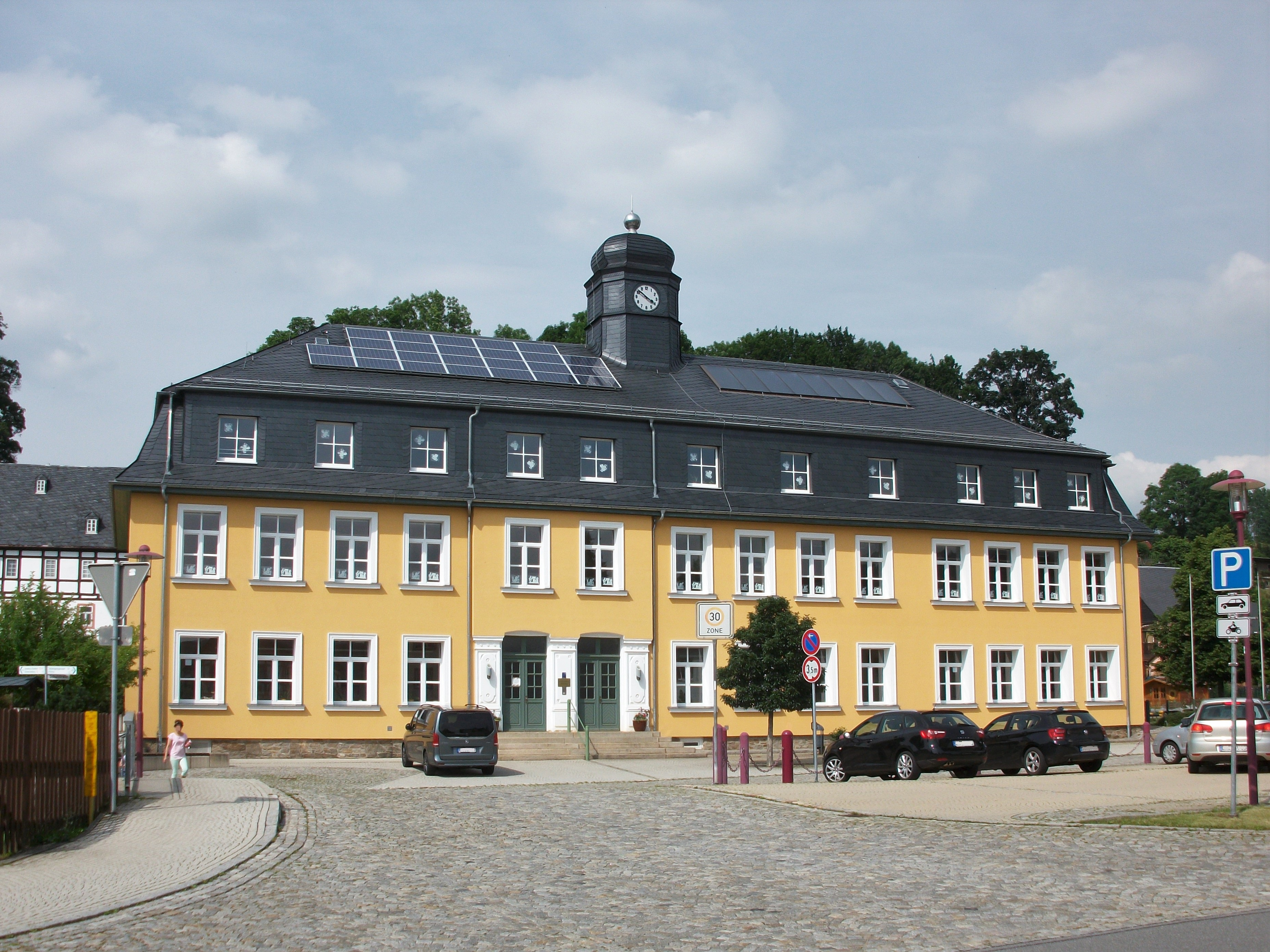
Grundschule Raschau

Das Raschauer Lehrerkollegium im Jahr 1888

Erstmals wird bereits in der zweiten Hälfte des 16. Jahrhunderts von einer Schule in Raschau berichtet. Der erste Lehrer des Dorfes, Martin Mankrafft, konnte nicht mehr als lesen und schreiben. Die weitere Entwicklung der Raschauer Schullandschaft ist kaum erforscht. Sicher ist, dass es von Beginn an immer nur einen Lehrer gegeben hat. Erst als die Bevölkerung des Dorfes deutlich wuchs, wurde dem Lehrer zu Raschau ein Substitut zur Seite gestellt. So war der aus Bernsbach stammende Schullehrer Immanuel Ficker über 50 Jahre in Raschau tätig und wurde in fortgeschrittenem Alter von einem jüngeren Kollegen aus Hirschfeld in seiner Arbeit unterstützt. 1836 gab es in Raschau eine Knaben- und eine Mädchenschule, in der je ein Lehrer Klassen von durchschnittlich mehr als 80 Schülern unterrichtete. Als die beiden Schulhäuser der wachsenden Schülerzahl nicht länger Herr wurden, schaffte man 1848 ein drittes Schulhaus an, in dem die jüngsten Schüler von einem neu eingestellten dritten Lehrer Schüler unterrichtet werden sollten. Nachdem 1877 der Zustand der Knabenschule kaum mehr einen ordentlichen Unterricht zuließ, wurde der Bau einer neuen Schule genehmigt, die 1883 errichtet und im Jahr darauf geweiht wurde. Um die Jahrhundertwende zählte Raschau fünf Lehrer, die insgesamt fast 600 Schüler unterrichteten. 1919 waren es bereits acht Pädagogen, die durchschnittliche Klassenstärke war mit 70 Schülern jedoch immer noch enorm. In den letzten Monaten des Zweiten Weltkriegs fand auch in Raschau kein regulärer Unterricht mehr statt. Das Schulhaus wurde als Flüchtlingsunterkunft zweckentfremdet. Am 1. September 1945 wurde der Unterricht behelfsmäßig wieder aufgenommen. Im Schuljahr 1947/48 wurden 13 neue Lehrer eingestellt, die im Schnellverfahren für ihren Beruf ausgebildet worden waren. Im Verlaufe der 1950er Jahre wurde der Aufbau der Schule nach und nach erweitert, sodass bis 1958 ein zehnklassiges Lehrsystem entstanden war. 1973 benannte man die Schule erneut um. Sie erhielt nun den Namen Clara-Zetkin-Oberschule.
Nachdem seit den 1950er Jahren immer mehr Bergarbeiterunterkünfte in der Siedlung des Friedens in Wohnhäuser für Familien umgebaut worden waren erwuchs das Bedürfnis, für die Kinder der Siedlung ein eigenes Schulhaus zu haben. Zunächst wurden diese in einem Gebäude untergebracht, das bis dahin für sowjetische Militärangehörige vorgesehen gewesen war und in den 1960er Jahren auf Grund der immer größer werdenden Schülerzahl erweitert wurde. Schließlich wurde Anfang der 1970er Jahre ein vollkommen neues Schulgebäude errichtet, das im Oktober 1973 seiner Bestimmung übergeben und zwei Jahre später auf den Namen Paul-Blechschmidt-Oberschule getauft.
Anfang der 1990er Jahre wurde das Schulsystem der DDR verworfen. Die Clara-Zetkin-Oberschule dient seither als Grundschule. Die aus der Paul-Blechschmidt-Oberschule hervorgegangene Mittelschule Raschau wurde nach stetigem Rückgang der Schülerzahlen durch staatlichen Mitwirkungsentzug zum 31. Juli 2005 aufgelöst. Die heutige Grundschule Raschau wird von Schülern aus Raschau, Langenberg und Markersbach besucht.

## Verkehr
Durch Raschau verläuft die Bundesstraße 101.

### Bahnhof Raschau (b Schwarzenberg/Erzgeb)
Der Bahnhof Raschau (b Schwarzenberg/Erzgeb) liegt an der Bahnstrecke Annaberg-Buchholz–Schwarzenberg. Auf ihr findet seit 1997 kein regelmäßiger Personenverkehr mehr statt. Seit 2009 wird die Strecke Annaberg-Buchholz-Schwarzenberg an einzelnen Wochenenden im Sommerhalbjahr als Erzgebirgische Aussichtsbahn für den touristischen Ausflugsverkehr genutzt. Verantwortliches Eisenbahnverkehrsunternehmen ist der Verein Sächsischer Eisenbahnfreunde e. V.

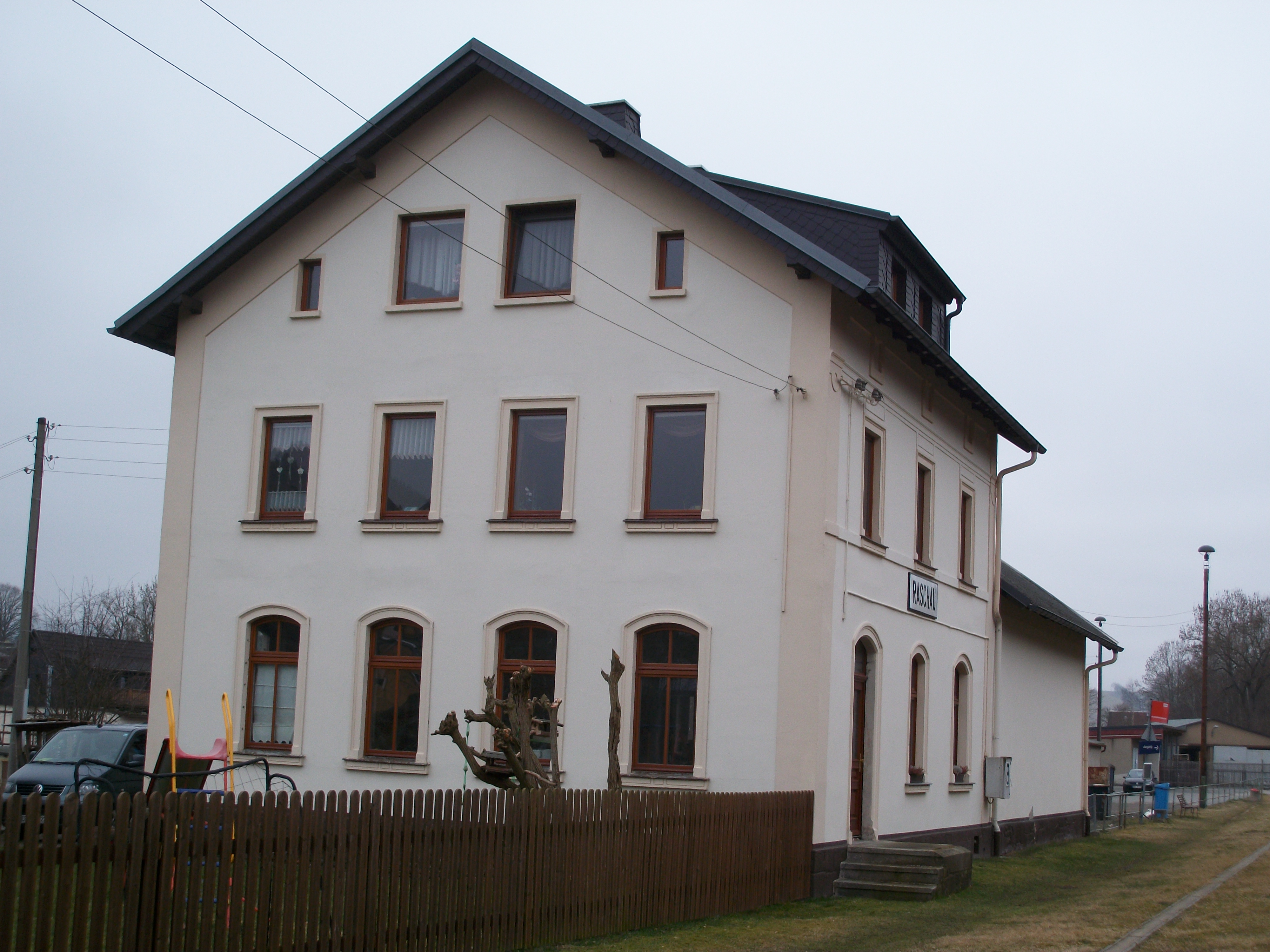
Empfangsgebäude des Bahnhofs Raschau (2016)
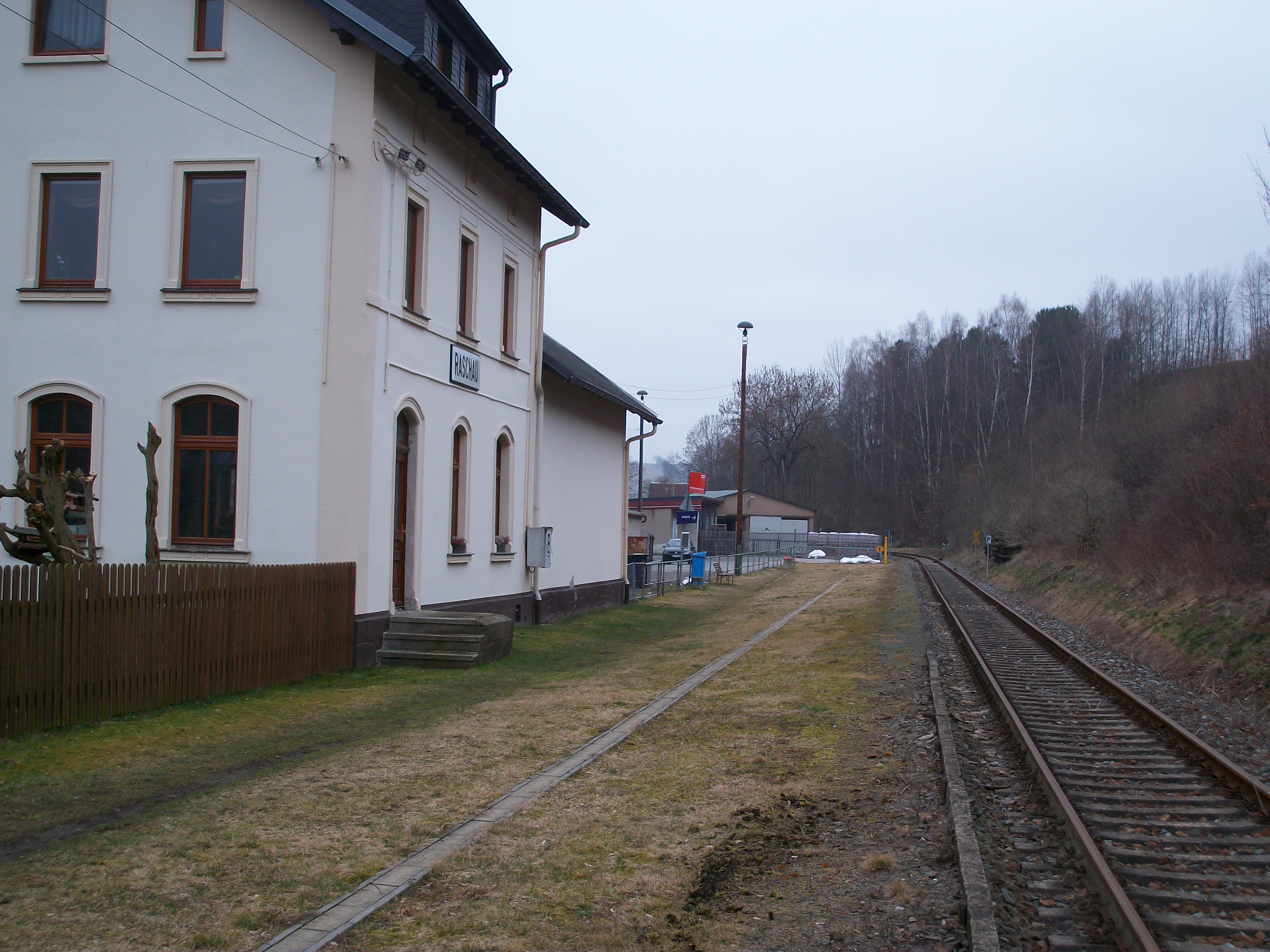
Bahnhof Raschau (b Schwarzenberg/Erzgeb), Blick in Richtung Schwarzenberg (2016)
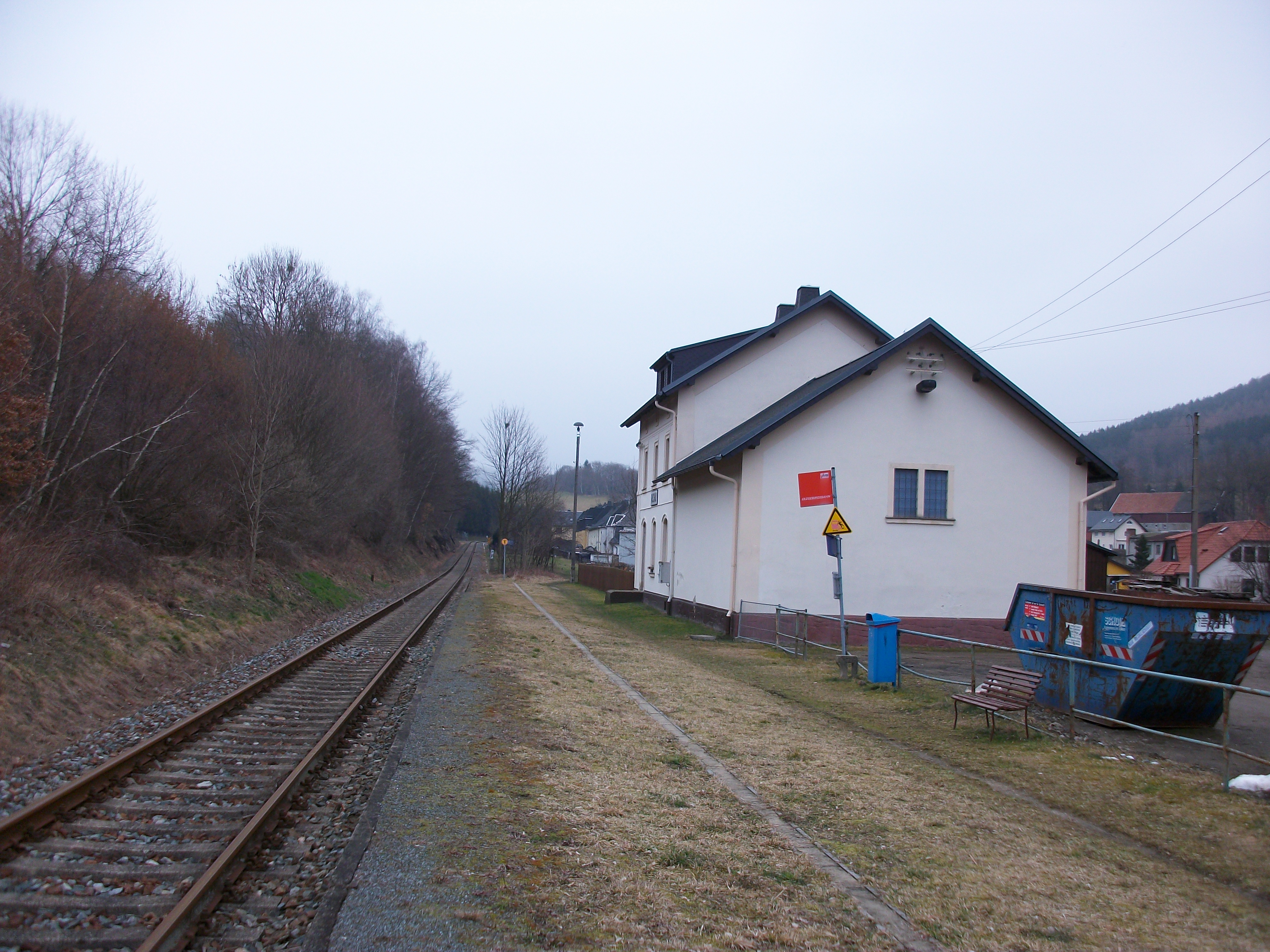
Bahnhof Raschau (b Schwarzenberg/Erzgeb), Blick in Richtung Annaberg (2016)
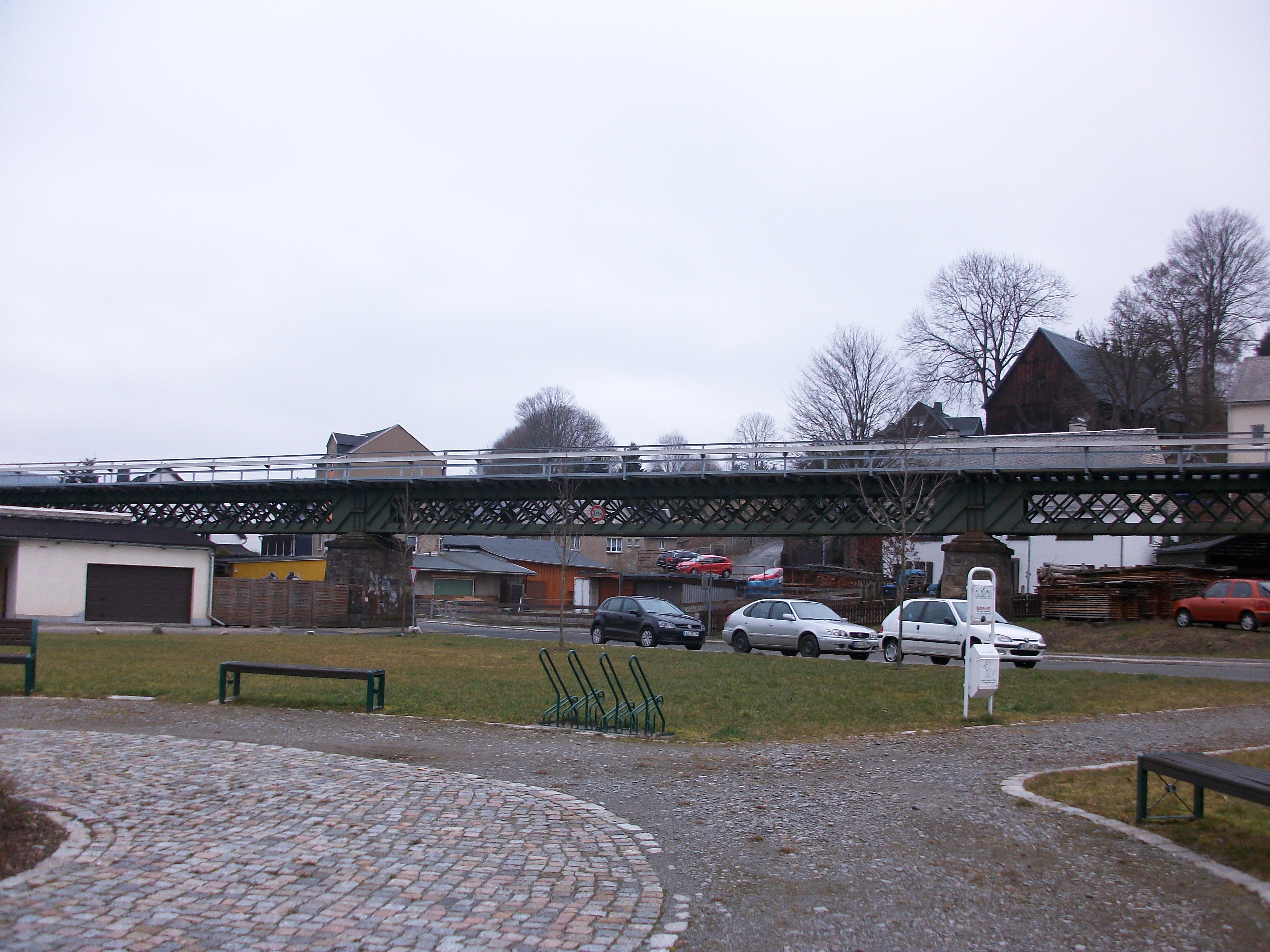
Eisenbahnviadukt in Raschau (2016)

## Persönlichkeiten

### Ehrenbürger
- 1933: Adolf Hitler, Reichskanzler
- 1933: Paul von Hindenburg, Reichspräsident[9]

### Söhne des Ortes
- Elias Richter (1597–1678), Schulmeister, Magister und 39 Jahre Pfarrer von Raschau
- Johann Georg Reuschel (1636–1710), Kantor und Komponist
- David Solbrig (1658–1730), evangelischer Superintendent und Mitglied der preußischen Akademie der Wissenschaften
- Hans-Heinrich Winkler (* 1954), Rennrodler, Vize-Europameister
- Lutz Mahnke (* 1963), Bibliotheksdirektor

### Weitere mit Raschau verbundene Persönlichkeiten
- Traude-Maria Henschel (1929–2013), Textilgestalterin, insbesondere Handweberin